# 圣若望广场 (锡耶纳)

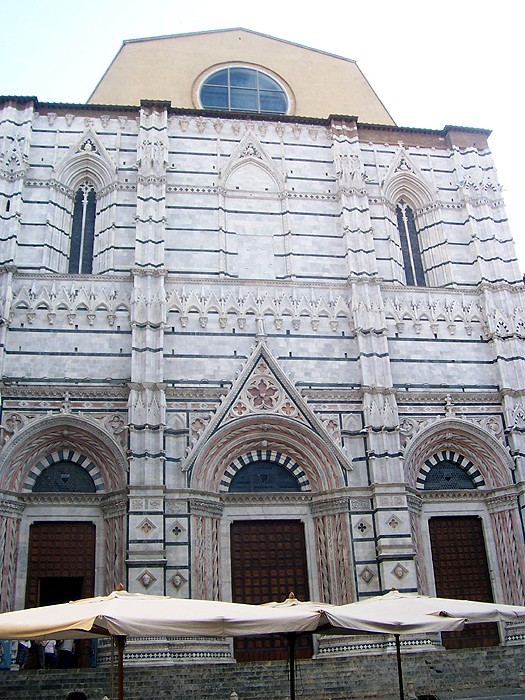
圣若望洗礼堂

43°19′06″N 11°19′46″E / 43.318215°N 11.329402°E
圣若望广场（義大利語：Piazza San Giovanni）是意大利锡耶纳的一个中世纪广场，得名于主宰广场的圣若望洗礼堂。 
这个广场的高度比毗邻的主教座堂广场低很多，因此在1451年兴建了圣若望广场阶梯，以连接两个广场。 
在佩莱格里尼街（via dei Pellegrini）转角，是潘多尔福·彼得鲁奇的府邸伟大宫殿（Palazzo del Magnifico），由来自皮亚琴察的多梅尼科·迪·巴尔托洛建于1508年。
在洗礼堂对面的房子，是弗朗西斯科·乔治的故居，设有纪念牌匾和半身铜像。